# 貉龍君
貉龍君（越南语：／），名崇纜（越南语：／）。根據越南人的創世神話，貉龍君是越南人的始祖，亦是第一位君王。貉龍君是涇陽王祿續的兒子，統治赤鬼國，傳說他在公元前2793年成為王。

## 生平
貉龍君的妻子嫗姬，生下了一百個男孩，俗傳生了一百個卵，這些男孩就是百越的祖先。這就是越南百家姓的故事起源。一日貉龍君對嫗姬說：「我是龍種，你是僊種。我們水火相尅，要是結婚的話會發生很多困難。」遂分了五十個孩子給她回到山中，而貉龍君則帶了五十個孩子回到南海封長子繼承王位。長子號雄王，建立文郎國。文郎國是越南的第一個王朝。

## 世系
炎帝神農氏三世孫帝明接得婺僊女生祿續，明封祿續為涇陽王，祿續娶洞庭君的女兒神龍，生崇纜，就是貉龍君，崇纜娶帝來的女兒嫗姬。

## 越南史書及文學中的貉龍君
《大越史記全書》（15世紀） 、越南人武琼修订的《嶺南摭怪·鴻龐氏傳》（15世紀）等書提到嫗姬的傳說。

## 外部連結
- Taylor, Keith Weller. . University of California Press. 1983. ISBN 978-0-520-07417-0 （英语）.
- Lam, Truong B.; Lâm, Truong Buu. . University of Michigan Press. 2000. ISBN 978-0-472-06712-1 （英语）.
- Kamm, Henry. . Arcade Publishing. 1996. ISBN 978-1-55970-306-2 （英语）.